# Richtungsding
Richtungsding ist eine Zeitschrift für Gegenwartsliteratur mit Sitz im Ruhrgebiet. Sie erscheint seit 2010 und hat sich zum Ziel gesetzt, unbekannten Autoren vor allem aus dem Ruhrgebiet Publikationsmöglichkeiten zu bieten. Kennzeichen ist ein schwarzer Pfeil auf weißem Grund.
Die bisherigen sechs Ausgaben versammeln Textbeiträge von rund 80 Autoren aus Deutschland, Russland, Montenegro, Österreich und der Schweiz. Neben der Publikationstätigkeit richtet Richtungsding in unregelmäßigen Abständen Lesungen aus. Zu jeder Heftpremiere lädt die Redaktion zu einer großen Premierenlesung in den Ringlokschuppen Mülheim an der Ruhr und verleiht einen gleichnamigen Publikumspreis.

## Entstehung
Richtungsding wurde von Harald Gerhäußer und Jan-Paul Laarmann 2010 anlässlich des Kulturhauptstadtjahres im Ruhrgebiet in Mülheim an der Ruhr gegründet. Die Herausgeber lernten sich im Rahmen des Projekts 2-3 Straßen von Jochen Gerz kennen.
Laarmann gehörte zuvor der an der Uni Duisburg-Essen gegründeten Literaturgruppe „Dichtungsring“ an. Gemeinsam mit Gerhäußer entstand die Idee, im literarisch unterrepräsentierten Ruhrgebiet eine Zeitschrift „[u]nterhalb des Radars der Feuilletons“ zu gründen.
Der Name „Richtungsding“ soll durch den Versprecher einer Autorin der Erstausgabe entstanden sein.

## Konzept
Richtungsding erkläre die „Konzeptlosigkeit zum Konzept“, zitiert das Magazin Coolibri Jan-Paul Laarmann. Es gehe darum, „eine Plattform, ein Forum zu bieten für die vielen Schreiber, die (noch) fern von Professionalität leben und arbeiten. Es gibt keinen Salon, in dem man sich austauscht. Vielleicht ist das Richtungsding eine Art von neuer Salonidee.“
Harald Gerhäußer sagt im selben Interview, das Richtungsding habe „den Grundgedanken des Dichtungsringes übernommen: sich gegenseitig besprechen und kritisieren, um einander voran zu bringen. Es geht nicht nur um die Veröffentlichung, sondern darum, Feedback zu bekommen“.
In einem Interview, das er 2011 der ORF-Literatursendung „Erlesen“ gab, erläuterte Laarmann das Konzept/Nicht-Konzept des Hefts näher.